# Патриотический институт
Же́нский патриоти́ческий институ́т — среднее учебно-воспитательное учреждение для девочек в Санкт-Петербурге, существовавшее с 1813 по 1918 годы. Учреждён в 1813 году как Сиротское училище для дочерей офицеров, погибших в Отечественной войне 1812 года.

## История
В 1812 году патриотически настроенные аристократки создали благотворительную организацию, которая стала называться Санкт-Петербургским женским патриотическим обществом. Это общество в начале 1813 года организовало Дом для бедных, в котором почти одновременно было создано училище, в котором стали воспитываться почти исключительно дочери штаб- и обер-офицеров или дворян, служивших в военной службе. Уже в феврале 1813 года в Патриотическое общество стали поступать прошения о приёме осиротевших девочек.
В первые годы существования точно установленного наименования учебное заведение не имело: его называли и Сиротским училищем 1812 года, и Училищем женских сирот 1812 года, и Домом воспитания сирот 1812 года, а также Сиротским отделением 1812 г., Училищем женского патриотического общества, Институтом женского патриотического общества и просто Патриотическим институтом. Только в 1827 году императорским указом оно официально получило название: Патриотический институт. Как и в других подобных учреждениях (Воспитательном обществе благородных девиц, Харьковском институте и др.) давалась подписка о том, что ранее окончания курса или другого определённого срока воспитанницы «ни под каким предлогом» не забираются из института, даже для своекоштных пансионерок, которые стали приниматься с 1816 года.
В первые году непосредственное заведование училищем осуществляли вдова надворного советника Дарья Фёдоровна Шмидт (в 1813—1814) и вдова коллежского асессора Анна Кузьминична Претер (в 1814—1819). Затем в течение 28 лет (до своей смерти) училищем, а затем институтом, управляла вдова майора Луиза Антоновна фон Вистингаузен.
Открытое в марте 1813 года, училище в течение первых шести лет располагалось в нанятом Обществом доме полковника Яхонтова на улице 9-й роты.
В 1822 году для училища приобрели участок Бопре с каменным двухэтажным домом конца XVIII века. Окончательно территория сформировалась в середине XIX века.
Квартал на Васильевском острове, ограниченный 9-й и 10-й линиями, Большим проспектом и Кадетским переулком, в первой половине XVIII века занимали участки математика Л. Эйлера, гравёров Х.-Э. Вортмана и И. Елякова, литератора В. К. Тредиаковского. Сын Тредиаковского продал участок купцу С. С. Яковлеву. Все эти владения впоследствии отошли Патриотическому институту.
Тогда же возвели третий этаж. В дальнейшем присоединились соседние участки, и к середине XIX века территория института простиралась от Кадетского переулка до Большого проспекта. В 1823—1825 гг. видный столичный зодчий А. А. Михайлов 2-й реконструировал старый трёхэтажный корпус и значительно расширил его в сторону Большого проспекта, сформировав таким образом главное здание училища.
В 1827 г. училище получило название Женский патриотический институт. Начались очередные строительные работы — приобрели участок булочника Кеппе, вытянутый севернее, вдоль 10-й линии.
В 1827—1828 гг. архитектор А. Е. Штауберт при участии А. Ф. Щедрина надстроил корпус четвёртым этажом, возвёл по обеим его сторонам трёхэтажные флигели, которые соединил с ним двухэтажными крытыми переходами с арочными проездами в первом этаже. Внутри территории был разбит сад. В 1828 г. институт переехал в здание.
В 1831 году преподаватели Патриотического Института по своему служебному положению были приравнены к преподавателям аналогичных заведений Ведомства Императрицы Марии, а в 1834 г. законодательно утвердились правила приёма девочек в институт. В финансовом плане институт вполне был обеспечен: доходы от неприкосновенных капиталов, постоянный взнос платы от комитета 18 августа 1814 года, значительное увеличение числа воспитанниц, и самое главное — покровительство императрицы. Это дало институту возможность в материальном отношении жить спокойно и, благодаря участию статс-секретаря Лонгинова, направить внимание на улучшение материального обеспечения служащих и, вместе с тем, на лучшую постановку всего учебно-воспитательного процесса.
Император Николай I пожаловал институту участок вдоль Большого пр., принадлежавший Академии наук, и в 1834—1837 гг. архитектором А. Ф. Щедриным был построен южный угловой трёхэтажный корпус с переходом и надстроены соединительные корпуса. В отдельном, примыкающем с востока корпусе Щедрин спроектировал двусветный актовый зал с хорами на коринфских колоннах (Белый зал).
В 1913 году Патриотический институт отметил своё столетие. Это был последний его праздник.
В 1918-м, вслед за Октябрьской социалистической революцией и началом Гражданской войны, женские институты как тип учебного заведения в России стали закрываться. Женский Патриотический институт был ликвидирован.  В 1920-х годах на его месте был открыт Женский политехнический институт, переименованный  во Второй политехнический. При нём действовала Электротехническая школа, которая впоследствии стала Энергетическим техникумом, занимавшим здание до начала XXI века.

## Церковь во имя святых Захария и Елизаветы
До 1817 года Патриотический Институт не имел своей церкви, и воспитанницы посещали богослужения в ближайших приходских храмах. Через два года был куплен и надстроен третьим этажом старинный дом на 10-й линии, в котором некогда жил поэт В. К. Тредиаковский. В надстроенном этаже и была 24 декабря 1819 года освящена в присутствии Императрицы домовая церковь. Здесь она находилась всего четыре года, а затем её перенесли в соседний дом купца Д. Лопеса на Среднем проспекте.
К освящению императрица Александра Фёдоровна, взявшая институт под своё покровительство, подарила прекрасную утварь из дворцового собора, а в 1835 году — «Снятие с креста» академика А. Е. Егорова. Позже, в память об основательнице учебного заведения, Хлебников пожертвовал мозаичный образ с изображением св. Елизаветы.
В 1871—1872 гг. Г. Х. Штегеман возвёл на 9-й линии четырёхэтажное здание гимназии при институте, где учились и приходящие дети. Последний перенос храма — «ввиду незначительного его размера» — произошёл в начале XX века, когда в 1899—1900 гг. институтский архитектор академик К. Г. Прейс выстроил во дворе дома по 10-й линии, 3, большой двусветный флигель, где был поставлен новый одноярусный стилизованный иконостас с четырьмя иконами. Освящение, в присутствии вдовствующей императрицы Марии Фёдоровны, совершил 16 января 1902 г. митрополит Антоний. Церковь была освящена во имя свв. Захария и Елизаветы. В 1913 году камер-юнкер князь П. С. Волконский сообщил о готовности взять на себя заботы об обеспечении церкви. Но длилось это не долго. В 1918-м, вслед за Октябрьской революцией и началом Гражданской войны, женские институты как тип учебного заведения в России стали закрываться.

## Современность
Комплекс зданий Патриотического института после революции занимали различные организации. С 1992 года здесь располагался петербургский филиал Высшей школы экономики. Внутренние помещения многократно подвергались перепланировке, а первоначальная отделка сохранилась только в нескольких помещениях.
В 2012 году начата реконструкция комплекса с частичным сносом ряда построек.

## Известные выпускницы
- Абаринова, Антонина Ивановна
- Баронесса Варвара Шлиппенбах (в монашестве Филарета)
- Косич, Мария Николаевна
- Сантагано-Горчакова, Александра Александровна